# Mexikói fehérfenyő
A mexikói fehérfenyő vagy mexikói selyemfenyő (Pinus ayacahuite) a fenyőfélék (Pinaceae) családjába tartozó növényfaj.

## Származása, elterjedése
Észak-Guatemala, Mexikó déli része.

## Megjelenése, felépítése
Terebélyes, kúpos, 35 méter magasra megnövő fenyő. Szürke Kkrge érdes, erősen repedezett.
Kékeszöld, 15 cm hosszú tűlevelei ötösével állnak a sárgásbarna, finoman pelyhes hajtásokon. A P. a. 'var, weitchii' hosszú, gyakran ívelt levelei lecsüngenek.
A porzós tobozok sárgák, a termősek vörösek.
A sárgásbarna, henger alakú, gyantás és lecsüngő toboz akár 45 cm hosszú is lehet.

## Életmódja, termőhelye
Hegyoldalakon növő örökzöld. Virágzatai nyár elején nyílnak a fiatal hajtásokon.

## Képek

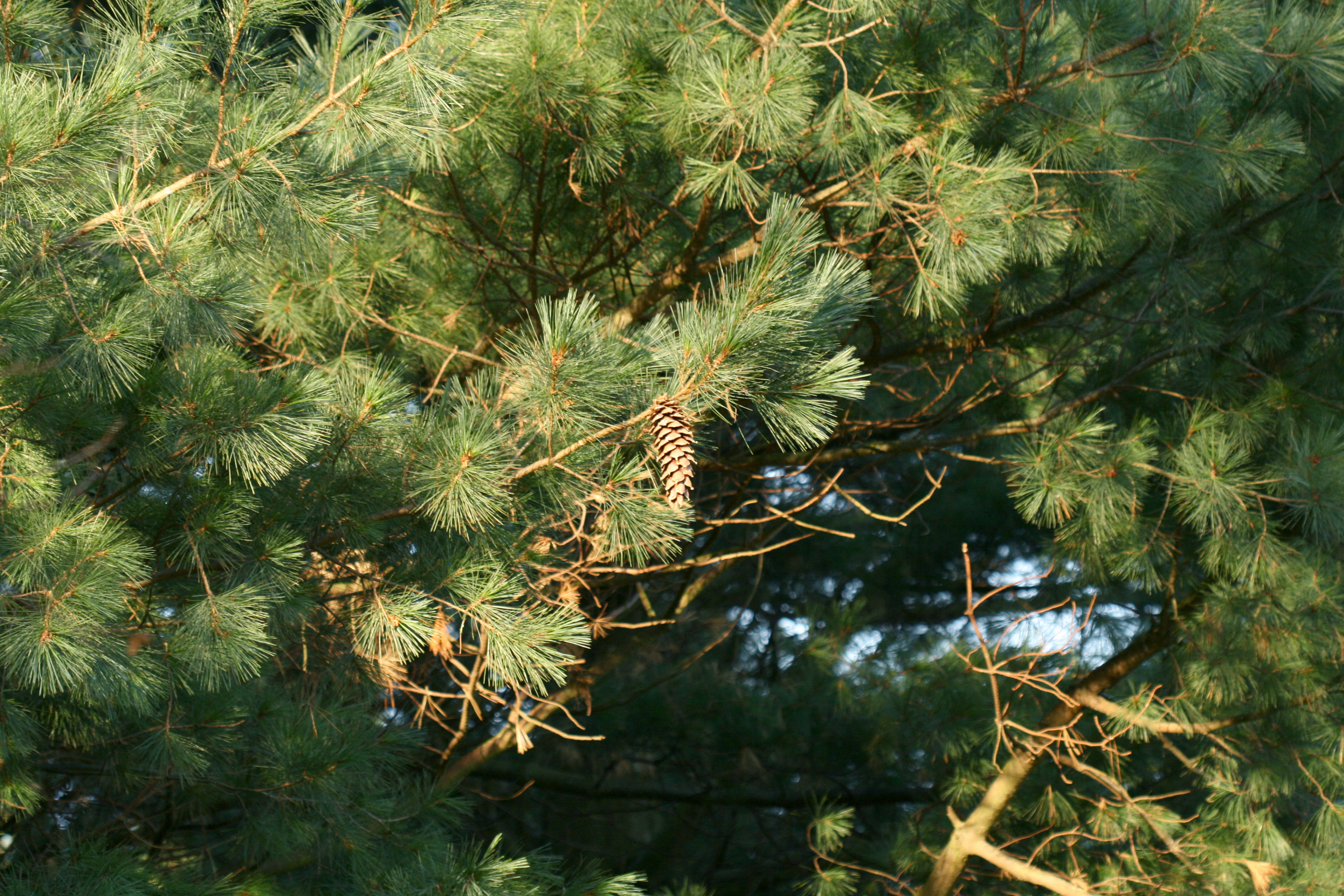
levelei
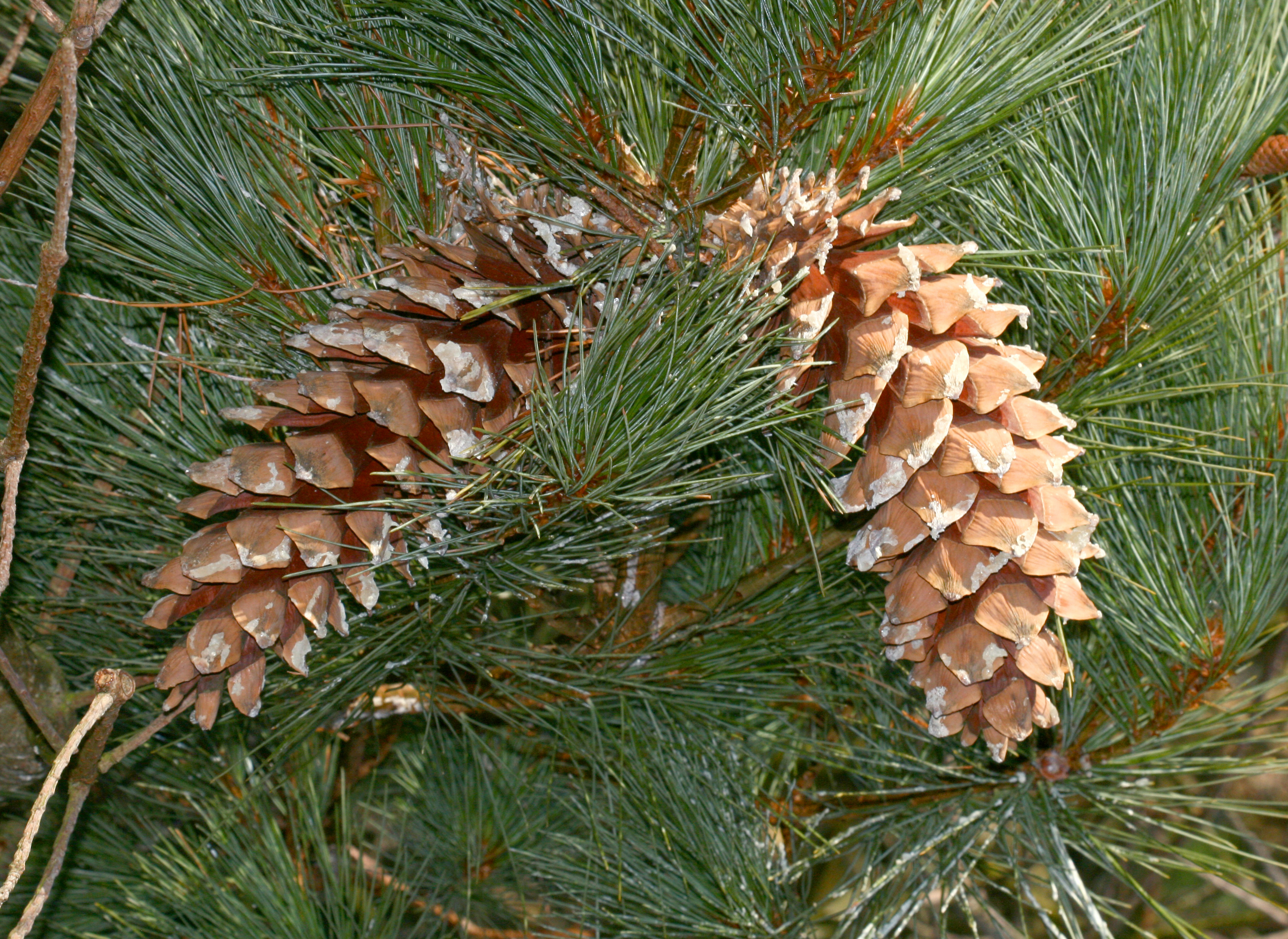
toboza